# La Fille qu'on appelle (téléfilm)
 (octobre 2023).
La mise en forme du texte ne suit pas les recommandations de Wikipédia : il faut le « wikifier ».
Les points d'amélioration suivants sont les cas les plus fréquents. Le détail des points à revoir est peut-être précisé sur la page de discussion.
- Les titres sont pré-formatés par le logiciel. Ils ne sont ni en capitales, ni en gras.
- Le texte ne doit pas être écrit en capitales (les noms de famille non plus), ni en gras, ni en italique, ni en « petit »…
- Le gras n'est utilisé que pour surligner le titre de l'article dans l'introduction, une seule fois.
- L'italique est rarement utilisé : mots en langue étrangère, titres d'œuvres, noms de bateaux, etc.
- Les citations ne sont pas en italique mais en corps de texte normal. Elles sont entourées par des guillemets français : « et ».
- Les listes à puces sont à éviter, des paragraphes rédigés étant largement préférés. Les tableaux sont à réserver à la présentation de données structurées (résultats, etc.).
- Les appels de note de bas de page (petits chiffres en exposant, introduits par l'outil «  Source ») sont à placer entre la fin de phrase et le point final[comme ça].
- Les liens internes (vers d'autres articles de Wikipédia) sont à choisir avec parcimonie. Créez des liens vers des articles approfondissant le sujet. Les termes génériques sans rapport avec le sujet sont à éviter, ainsi que les répétitions de liens vers un même terme.
- Les liens externes sont à placer uniquement dans une section « Liens externes », à la fin de l'article. Ces liens sont à choisir avec parcimonie suivant les règles définies. Si un lien sert de source à l'article, son insertion dans le texte est à faire par les notes de bas de page.
- La présentation des références doit suivre les conventions bibliographiques. Il est recommandé d'utiliser les modèles {{Ouvrage}}, {{Chapitre}}, {{Article}}, {{Lien web}} et/ou {{Bibliographie}}. Le mode d'édition visuel peut mettre en forme automatiquement les références.
- Insérer une infobox (cadre d'informations à droite) n'est pas obligatoire pour parachever la mise en page.

Pour une aide détaillée, merci de consulter Aide:Wikification.
Si vous pensez que ces points ont été résolus, vous pouvez retirer ce bandeau et améliorer la mise en forme d'un autre article.
Pour l’article homonyme, voir La Fille qu'on appelle.
La Fille qu'on appelle est un téléfilm français diffusé en 2023 sur Arte. L'histoire est basée sur le livre éponyme de Tanguy Viel paru en 2021, adapté par Charlène Favier.

## Synopsis
Une jeune femme sollicite un édile pour l'aider à trouver un logement. L'élu se montre attentif à sa demande et entreprend les démarches nécessaires pour y accéder. Il lui demande ses coordonnées personnelles dans l'espoir d'une future rencontre.
Il profite du service rendu et du sentiment d'obligation de la jeune femme pour exiger d'elle des faveurs sexuelles. À aucun moment il ne se soucie du bien-être de sa victime ni même de son consentement qu'il considère comme indéfiniment acquis et exprimé dès lors qu'il n'y a pas de résistance physique autre que la passivité de sa victime pendant les actes sexuels. La victime éprouve le sentiment d'être prise au piège, d'être dissociée de son corps et de ne pas arriver à bouger.
La jeune femme s'interroge après-coup sur sa propre responsabilité dans la transaction avantage en nature contre un acte sexuel sans consentement explicite et la conséquente perte de sa dignité personnelle. Elle réalise que la transaction n'est pas équitable, lorsque le maire est nommé ministre. Elle réalise le déséquilibre de pouvoir entre elle et lui. Ajouté au fait que le désormais ministre accepte toujours ses faveurs sexuelles, sans contrepartie, la jeune femme se sent encore plus salie et humiliée. La scène où Laura se rend compte que le ministre n'a même pas payé sa chambre d'hôtel fait penser[non neutre] à Sophie Spatz, l'accusatrice de Gérald Darmanin, disant "il n'y a pas eu d'échange"[réf. nécessaire]. Cette affaire judiciaire s'est terminée en 2024 par un non-lieu en faveur du ministre.
Réalisant enfin la gravité des faits passés, la dangerosité de son agresseur au pouvoir accru, ajouté à l'indignité d'occuper une telle fonction et à recevoir les honneurs de sa nouvelle position, la victime porte plainte au commissariat.
La police reçoit la plainte, même si l'un des agents essaie de la dissuader en pointant du doigt tous les éléments qui pourraient compromettre la victime lors du procès qui promet d'être très médiatique. La policière lui pose des questions embarrassantes sans intérêt pour l'enquête, dont les réponses peuvent la desservir au regard d'une opinion publique machiste[non neutre].
Le procureur de la république prévient le ministre directement de l'imminence de la médiatisation de l'affaire. Le ministre sollicite le soutien de son parti et de son gouvernement. Le cabinet du ministre déniche des photos dénudées de la plaignante et s'en sert pour essayer de noircir son image auprès de l'opinion publique. le JDD se fait la boîte de résonance de la contre-offensive du ministre visant la réputation de la plaignante en mettant en doute sa parole. À l'inverse les plaintes émises contre elle sont exposées dans le moindre détail, pour une affaire précédente. Ce même journal use de la culture du viol en laissant entendre qu'une femme ayant côtoyé ou plongé dans la prostitution ne peut pas, par nature, être violée[réf. nécessaire].
Le ministre non-démissionnaire, non content de "démentir fermement" les "calomnies" et les "injures", ne se contente pas seulement de contre-attaquer par des moyens médiatiques et avec des arguments aussi nauséabonds que malhonnêtes.

## Fiche technique
- Titre : La Fille qu'on appelle
- Réalisation : Charlène Favier
- Scénario : Antoine Lacomblez et Charlène Favier, d’après le roman éponyme de Tanguy Viel (2021).
- Costumes : Marta Rossi
- Musique : Alexandre Lier, Sylvain Ohrel et Nicolas Weil
- Pays d'origine :  France
- Langue de tournage : français
- Format : couleurs
- Genres : Drame
- Durée : 87 minutes

## Distribution
- Alba Gaïa Bellugi : Laura Le Corre
- Pascal Greggory : Quentin Le Bars, maire
- Jean-Pierre Martins : Max Le Corre, père de Laura, chauffeur du maire
- Patrick d'Assumçao : Franck Bellec
- Anne Suarez : Hélène
- Omar Mebrouk : agent de police Bastien
- Agnès Regolo : agent de police Durieux
- Jade Tronquoy : Mathilde
- Gilbert Traïna : le préfet
- Scott Rivaldy : Fabien Le Noir
- Sophie Garagnon : la réceptionniste
- Davy Kopel : policier austère
- Philippe Lévy : le procureur
- Ewunia : médecin
- Sophie Payan : la journaliste.

## Lieux de tournage
- Département des Bouches-du-Rhône
  - La Ciotat : musée Ciotaden, censé représenter la mairie de la ville gérée par le maire impliqué dans l'affaire,
  - Martigues : maison du Chauffeur en bord de mer, à l'est de la centrale au gaz. Anse des Laurons.
- Département du Var
  - Bandol : le casino.